# C 50–Z
A C 50–Z (Z90) típusú mozdony egy keskeny nyomközű jármű, ami a C–50-es mozdonyok átalakítási kísérleteinek eredménye.

## A mozdony gyártásának előzményei
A C–50-es mozdonyokat az 1950-es évektől kezdődően gyártották nagy számban a magyarországi kisvasutak számára. Akkor még elsősorban a gazdasági vasutak használták ezeket a mozdonyokat, napjainkban azonban többségük az erdei vasutak forgalmát bonyolítja le. Az 1990-es években a Gemenci Állami Erdei Vasút több kísérletet tett ezeknek a mozdonyoknak a korszerűsítésére. Első körben a vasút öt mozdonyát hidraulikus erőátvitelűre építették át. Kicserélték a motort, megváltozott a vezetőállás kialakítása, és kis mértékben módosult a külső megjelenés is. 1996–1997-ben újabb átalakítási kísérletek kezdődtek, szintén a Gemenci Állami Erdei Vasútnál. Az egyik, korábban már hidraulikus erőátvitelűvé alakított mozdonyt (CDH 24-404) az FKG Kft. jászkiséri telephelyén alakították át C 50–Z típusú mozdonnyá.

## Az átalakítás
Az átalakítás során kizárólag a főkeret és a fék maradt eredeti. Ezen kívül az eredetihez hasonlóan alakították ki a futóművet.
A mozdony külső megjelenése is teljesen megváltozott. Tágasabb vezetőállást, és a korábbinál jobb kilátást biztosító nagy ablakokat kapott. A géptér és az akkumulátorszekrény a kúpos C–50-esekéhez hasonló lejtős borítást kapott.

### A motor
A mozdony 90 kW teljesítményű, Zetor Crystal gyártmányú, négyhengeres motort kapott, turbófeltöltővel és kompresszorral van felszerelve.

### Az erőátvitel
Az erőátviteli rendszer mechanikus. A sebességváltó öt fokozattal rendelkezik. A tengelykapcsolót levegős rásegítéssel, pedállal működtethető. A mozdonyba az eredeti, C–50-esekbe épített kúpkerekes irányváltó került.

### A fék
A mozdonyon az eredeti, C–50-es mozdonyokba szerelt fék található. A homokoló rendszer levegős működtetésű.

### Jelzések
A mozdony mindkét végén három fehér fényű lámpa található vonali üzemhez, egy szintén fehér fényű lámpa tolatáshoz, és egy vörös fényű lámpa zárjelzőnek.
A mozdonyon villamos kürt szolgál hangjelzések adására.

## Üzemi tapasztalat
A mozdony menetteljesítménye és végsebessége jelentősen javult, míg fogyasztása csak kis mértékben növekedett. Az átalakítás után akár 150 elegytonnás vonatot is képes továbbítani, legnagyobb sebessége meghaladja az 50 km/h-t.
A kedvező tapasztalatok ellenére mindössze egyetlen példány készült a típusból, ami a C 50–Z 404-es pályaszámon közlekedik a Gemenci Állami Erdei Vasúton.